# Windy City (film)
Pour plus de détails, voir Fiche technique et Distribution.
Windy City est un film américain réalisé par Armyan Bernstein (en) sorti en 1984, avec John Shea, Kate Capshaw et Josh Mostel.

## Synopsis
Danny Morgan (John Shea), un écrivain vivant à Chicago, sent son monde s'écrouler autour de lui. Son ancienne petite amie, Emily (Kate Capshaw), est sur le point de se marier. Son ami d'enfance, Sol (Josh Mostel), est atteint de leucémie. Danny réfléchit à sa relation passée avec Emily tout en essayant de donner à Sol le départ qu'il mérite.
Danny propose à son groupe d'amis d'effectuer un voyage en voilier. Ce projet renvoie à leurs fantasmes d'enfance d'aventuriers et de pirates. Cependant, les amis de Danny ont des obligations et prétendent qu'ils ne peuvent pas partir comme ça.
Malgré une courte aventure amoureuse avec Emily dans un club de danse, Danny ne parvient pas à la convaincre de le reprendre. Le jour du mariage d'Emily, il court pour l'arrêter, mais il est bloqué par un pont-levis qui s'élève. Il tente de sauter l'espace entre les deux moitiés du pont, mais ne parvient pas à le faire et tombe dans la rivière Chicago en contrebas. Il arrive trop tard pour arrêter la cérémonie de mariage.
Les amis de Danny et de Sol ne se laissent pas abattre et se mobilisent pour que le voyage en voilier ait lieu. Alors qu'ils quittent tous le port, Sol remercie Danny. En voix off, Danny révèle que Sol est mort le soir du neuvième jour du voyage.

## Fiche technique
- Titre : Windy City
- Réalisation : Armyan Bernstein (en)
- Scénario : Armyan Bernstein
- Musique : Jack Nitzsche
- Photographie : Reynaldo Villalobos (en)
- Montage : Clifford Jones
- Production : Alanes Halanes
- Société de production : CBS Theatrical Films
- Pays de production :  États-Unis
- Langue originale : anglais
- Format : couleurs (Technicolor) - 35 mm - 1,85:1 - son mono
- Genre : drame
- Durée : 103 minutes
- Date de sortie : 21 septembre 1984 (États-Unis)

## Distribution
- John Shea : Danny Morgan
- Kate Capshaw : Emily Reubens
- Josh Mostel : Sol
- Jim Borrelli : Mickey
- Jeffrey DeMunn : Bobby
- Eric Pierpoint (en) : Pete
- Lewis J. Stadlen (en) : Marty
- James Sutorius : Eddy
- Niles McMaster : Michael
- Lisa Taylor : Sherry
- Nathan Davis : Mr. Jones
- Louie Lanciloti : Ernesto
- Wilbert Bradley : Joe le Janitor